# Hagnéville-et-Roncourt
Hagnéville-et-Roncourt là một xã, nằm ở tỉnh Vosges trong vùng Grand Est của Pháp. Xã này có diện tích 8,55 km², dân số năm 1999 là 89 người. Xã này nằm ở khu vực có độ cao từ 340–487 m trên mực nước biển.

## Biến động dân số
| 1962                                         | 1968 | 1975 | 1982 | 1990 | 1999 |
| -------------------------------------------- | ---- | ---- | ---- | ---- | ---- |
| 101                                          | 112  | 99   | 91   | 104  | 89   |
| Số liệu từ năm 1962: Dân số không tính trùng |      |      |      |      |      |